# 潘比斯·基里茨斯
潘比斯·基里茨斯（羅馬化：Pambis Kyritsis；1958年6月17日—）是塞浦路斯的一位工会领袖和政治家。
基里茨斯出生于拉纳卡，他在希腊马其顿大学学习时积极参与学生运动，同时还协调了劳动人民进步党在希腊的支持者。1990年—1992年，他担任联合民主青年组织（劳动人民进步党的青年翼）总书记。随后，他加入劳动人民进步党执行委员会，负责其地方政府分支。1995年，他成为泛塞浦路斯劳工联合会执行书记；1999年，升任为总书记。
在2006年塞浦路斯立法选举中，基里茨斯代表劳动人民进步党在拉纳卡当选为众议院议员，并主持众议院的劳动和社会保险委员会。在2011年塞浦路斯立法选举中，他失去议席。
2021年，基里茨斯辞去在工会担任的职务。2022年，他被选为世界工会联合会总书记。